# دانشگاه سیمپسون
دانشگاه سیمپسون یک دانشگاه خصوصی و مسیحی در ردینگ، کالیفرنیا است. این مؤسسه که در ابتدا در سال ۱۹۲۱ در سیاتل به عنوان مؤسسه کتاب مقدس سیمپسون تأسیس شد، در سال ۱۹۵۵ به سانفرانسیسکو و سپس در سال ۱۹۸۹ به ردینگ منتقل شد. این دانشگاه در سال ۲۰۱۴ از عنوان IX مستثنی شد و به سیمپسون اجازه داد تا به دلایل مذهبی علیه دانشجویان دگرباشان جنسی تبعیض قائل شود.